# Universal Computer Protocol
Universal Computer Protocol (UCP) je protokol primárně používaný pro předávání SMS krátkých textových zpráv mezi střediskem krátkých textových zpráv (SMSC) a počítačovým systémem nebo aplikací mimo mobilní síť přes rozhraní nazývané External Machine Interface (EMI). Protokol vyvinula firma CMG Wireless Data Solutions, nyní je spravován firmou Mavenir.

## Syntaxe
Typický dialog pomocí protokolu EMI/UCP vypadá například takto:
```
 ^B01/00045/O/30/66677789///1//////68656C6C6F/CE^C
 ^B01/00041/R/30/A//66677789:180594141236/F3^C
```

Paket začíná znakem ^B (STX, hex 02) a končí znakem ^C (ETX, hex 03). Pole uvnitř paketu se oddělují znaky lomítko `/'.
První čtyři pole tvoří povinnou hlavičku. První pole je referenční číslo transakce (anglicky Transaction reference number), druhé je délka paketu (počet znaků mezi znaky STX a ETX), třetí pole udává, zda se jedná o požadavek nebo odpověď (O je operace, R je odpověď/výsledek), a čtvrté je číslo typu operace (v tomto případě 30, "short message transfer").
Následující pole závisí na typu operace. V prvním řádku ukázky je '66677789' adresa příjemce (telefonní číslo) a '68656C6C6F' je obsah zprávy, hexadecimální reprezentace řetězce "hello". Ve druhém řádku je odpověď se stejným číslem transakce, kde 'A' indikuje, že zpráva byla úspěšně přijata, a časový údaj (18.5.1994, 14:12:36) připojený za telefonní číslo ukazuje čas doručení.
Poslední pole je kontrolní součet, spočítaný jednoduše jako 8 nejméně významných bitů ze součtu kódů všech znaků v paketu (včetně lomítek) a použitím 8 nejméně významných bitů výsledku.

## Technická omezení
Kvůli používání dvouciferných referenčních čísel transakce lze v rámci jednoho spojení poslat nejvýše 100 zpráv bez potvrzení; na pomalých sítích se špatně zkonfigurovanými aplikacemi, které používají pouze jedno spojení, to může omezovat výkonnost.
Protokol vychází z vlastností SMS na GSM, včetně kódování textu zpráv, kde lze použít pouze 7bitovou GSM abecedu (GSM 03.38) nebo UCS2.

## Alternativy
- Short Message Peer to Peer (SMPP) poskytuje možnost přenášet SMS přes TCP/IP.
- Computer Interface for Message Distribution (CIMD) vyvinutý firmou Nokia